# Óhitűek
Az óhitűek (orosz: старове́рцы vagy старообря́дцы, a.m. "ószertartásúak") az orosz ortodox kereszténység egyik legrégibb és legjelentősebb szakadár csoportja. Magukat sztarovercinek (óhitűek) nevezték, az egyház pedig raszkolnyikoknak (szakadárok) bélyegezte őket. Valójában ők azok, akik ragaszkodtak az ősi liturgikus szertartásokhoz, miután az ortodox egyház egységesítette azokat.

## Történet
A könyvnyomtatás Oroszországban való elterjedése következtében nyilvánvaló lett, hogy a különböző kézzel írott szertartáskönyvek szövege igen megromlott, s mikor kinyomtatásukra került sor, egységes szöveg megállapításáról kellett gondoskodni. 1652-ben Nyikon moszkvai pátriárka számos rituális és szöveges revíziót vezetett be azzal a céllal, hogy az orosz és görög ortodox egyházak gyakorlatai egységesek legyenek. Nyikon, miután eltéréseket talált az orosz és a görög rítusok és szövegek között, elrendelte az orosz rítusok kiigazítását, hogy illeszkedjenek az akkori göröghöz.
Ennek aztán nagy ellenzéke lett. Az óhitűek a revízióban eltévelyedést láttak az ősi hittől, és azon az alapon álltak, hogy Krisztus egyházában semmit változtatni nem szabad. Avvakum protopópa szembehelyezkedett Nyikonnal, és az óhitűek élére állt.
A legradikálisabb szakadárok azt állították, hogy a hivatalos egyház az antikrisztus kezébe került. 1666-ban és 1667-ben az orosz ortodox egyház úgy döntött, hogy kizárja a közösséget és bárkit, aki elutasítja a reformokat, és anatémával sújtotta őket. Nemsokára az állam üldözni kezdte őket, és több tízezret kivégzett közülük. Sokan, hogy ne kerüljenek üldözőik kezébe, önként váltak meg az élettől. Miután Avvakumot máglyán kivégezték, tiltakozásul híveinek ezrei önégetéssel vetettek véget életüknek.
Közben a mozgalom már a 17. században szétvált két ágra:
- popovecek (pópások, akiknek volt papjuk)
- bezpopovecek (pópa nélküliek, azaz papsággal nem rendelkező csoport)

Mindkét ágból újabb csoportok sora vált ki.
A 18. század közepéig az üldözésük csökkent, de sok diszkriminatív törvény hatályos maradt. Így az óhitűeknek még mindig nem voltak polgári jogaik.
A 19. század végén, 1874-től II. Sándor orosz cár polgári házasságot és külön anyakönyvezést engedélyezett nekik, és a korábbinál több szabadságot a vallásgyakorlatra. 1886-ban visszavonták a több mint kétszáz évvel azelőtt rájuk kimondott egyházi átkot is. Az egyházzal megbékülők (jegyinoverecek) azonban ekkor már a szakadárok kis részét tették ki.
1905-ben a helyzetük jogszerűvé vált. 
A 20. század első felében a becslések szerint a taglétszámuk tíz- és húszmillió között volt. Ez jelentősen csökkent a Szovjetunió fennállásának idején, amikor a vallásüldözés és a kollektivizálás a hagyományos közösségek pusztulásához vezetett.

## Napjainkban
Napjainkban Oroszországban, Ukrajnában, a balti államokban, Romániában (lipovánok) és más országokban is vannak közösségeik.
A 21. század elején a becslések szerint a világon mintegy húsz országban hárommillió óhitű van.

## Fordítás
- Ez a szócikk részben vagy egészben  az   Old Believers című angol Wikipédia-szócikk fordításán alapul.  Az eredeti cikk szerkesztőit annak laptörténete sorolja fel. Ez a jelzés csupán a megfogalmazás eredetét és a szerzői jogokat jelzi, nem szolgál a cikkben szereplő információk forrásmegjelöléseként.